# Simon Werner fehlt
Simon Werner fehlt ist ein französischer Jugendfilm von Fabrice Gobert aus dem Jahr 2010.

## Handlung
März 1992, in einem Pariser Vorort: Während einer Feier finden zwei Schüler der Abschlussklasse des örtlichen Gymnasiums im nahen Wald einen leblosen Körper. Die Polizei wird verständigt. Es folgt eine Rückschau auf die letzten zehn Tage aus der Sicht verschiedener Schüler.
Jérémie
Jérémie sieht Simon Werner, der ihn fragt, ob am Abend Fußballtraining sein wird. Bei diesem Training bricht sich Jérémie das Schienbein und kommt erst einige Tage später wieder in die Schule. Zu diesem Zeitpunkt ist Simon bereits verschwunden. Im Physikraum wurden Blutspuren von ihm gefunden und es heißt, seine Mutter glaube, dass er ausgerissen sei. Weitere Gerüchte machen die Runde, so soll Simon angeblich beim Oralverkehr mit Physiklehrer Rabier, dem Vater von Mitschüler Jean-Baptiste, erwischt worden sein. Rätselhaft ist den Schülern auch Simons Beziehung zur schönen Alice, galt er selbst doch eher als merkwürdig. Jérémie ist aufgrund seiner Verletzung auf Hilfe angewiesen. Die punkige Laetitia besucht ihn und bringt ihm die Unterrichtsmitschriften vorbei. Sie behauptet, dass sie ihn attraktiv findet, stellt dies aber anschließend als Scherz hin. Am nächsten Tag gilt Laetitia als vermisst und bald darauf fehlt auch Jean-Baptiste, der von den Mitschülern immer aufgezogen worden ist. Die Schüler beginnen sich Sorgen zu machen, scheint es doch jemand auf die Schüler der einen Klasse abgesehen zu haben. Dennoch gibt Jérémie anlässlich seines 18. Geburtstages eine große Party, zu der er auch seinen heimlichen Schwarm Alice eingeladen hat. Kurz vorher erfahren die Schüler, dass Fußballtrainer Yves von der Polizei verhaftet worden ist. Im Verlauf der Party wird der leblose Körper des Schülers im nahen Wald gefunden. Eine Gruppe Jugendlicher will den Körper erneut aufsuchen, wobei Alice verloren geht.
Alice
Alice und Simon sind ein Paar. Weil er sich mit seiner Mutter nicht versteht, plant Simon, irgendwann zu seinem Vater zu ziehen, hat derzeit jedoch kein Geld dafür. Mit Alice geht er zu einem Fußballtraining und übergibt dem Trainer Yves Geld. Am nächsten Tag sucht Simon Alice in der Schule auf und sagt ihr etwas, was sie traurig stimmt. Sie lässt sich von Jérémie nach Hause fahren und weint auf der Fahrt. Für mehrere Tage bleibt sie krank zu Hause. Als sie in die Schule kommt, fehlt Simon bereits vier Tage. Sie glaubt, er sei wegen seiner depressiven Mutter wie geplant zum Vater geflohen. Vor ihrer besten Freundin Clara äußert sie zudem den Verdacht, dass Simon von Yves erpresst worden sei, habe Simon ihm doch Bargeld gegeben. Als sie Yves mit einem Schüler in seinem Haus verschwinden sieht, plant sie, der Polizei einen Tipp zu geben. Nachdem auf der Party der Leichenfund bekannt wird, begibt sie sich auf die Suche nach dem Körper. Sie bildet mit Frédéric einen Suchtrupp, rennt jedoch weg, als dieser sie zu küssen versucht. Im Wald findet sie eine Hütte, sieht zwei Personen daraus fliehen und trifft schließlich auf Jean-Baptiste.
Jean-Baptiste Rabier
Jean-Baptiste gilt unter den Mitschülern als Sonderling. Weil sein Vater Schullehrer ist, besitzt Jean-Baptiste Schlüssel zu nahezu allen Räumen des Gebäudes. Es geht das Gerücht um, dass er gelegentlich in der Schule übernachtet. Er hat wenige Freunde. Eines Tages sieht Jean-Baptiste, wie sich Mitschüler Grammont mit einem anderen Jungen küsst. Er erzählt Jérémie und seinen Freunden, dass Grammont homosexuell sei. Grammont kommt das Gerücht zu Ohren, doch vermutet er, dass Simon der Urheber ist. Es kommt zu einer Schlägerei im Physikraum, bei der Glas zu Bruch geht. Wenig später sieht Jean-Baptiste Laeticia und Frédéric nach einem One-Night-Stand. Laeticia entdeckt ihn und will mit ihm reden. Ein weiteres Gerücht macht die Runde, so soll Jean-Baptistes Vater mit Simon Oralverkehr gehabt haben. Jean-Baptiste ist verwirrt und verdächtigt seinen Vater. Einige Zeit später sucht ihn Laeticia auf und bittet ihn, niemandem etwas von ihrem Verhältnis zu Frédéric zu erzählen. Sie berichtet ihm zudem, dass Grammont das Gerücht über seinen Vater in die Welt gesetzt habe. Beide bleiben zusammen, übernachten heimlich in der Schule und gehen am nächsten Tag in das unweit gelegene Waldstück, wo sie eine Hütte sehen. In der Hütte bleiben sie bis zum Abend. Sie vermuten, dass Simon sich hier versteckt, weil sein Feuerzeug auf dem Tisch liegt. Als plötzlich ein fremder Mann in der Tür steht, fliehen beide. Jean-Baptiste irrt im Wald umher und steht schließlich vor Alice.
Simon Werner
Simon ist in das Spiel auf seiner neuen Konsole vertieft. Er sucht später in der Schule Jean-Baptistes Vater Rabier auf, um von ihm einen Ratschlag für seinen weiteren Bildungsweg zu erhalten. Grammont kommt dazu und will eine Arbeit nachreichen. Rabier verweigert die Annahme, hat Grammont doch die Einreichungsfrist verpasst. Grammont geht wütend. Wenig später bringt Simon dem Fußballtrainer Yves das Geld für die von ihm erhaltene Spielkonsole vorbei. Weil er einen bestimmten Trick für ein Level braucht, lädt Yves ihn zu sich ein. Grammont wiederum sucht bald darauf Yves auf, weil er unglücklich in einen Jungen verliebt ist und sonst niemanden zum Reden hat. Hinter Alices Rücken haben Simon und Clara ein Verhältnis. Clara droht, sich von Simon zu trennen, wenn er mit Alice nicht Schluss macht, und so trennt sich Simon am nächsten Tag in der Schule von Alice. Im Physikraum wird er von Grammont geschlagen, der ihm vorwirft, das Schwulengerücht über ihn in die Welt gesetzt zu haben. Weil Simon bisher vergeblich versucht hat, Yves zu Hause anzutreffen, begibt er sich nach dem Unterricht zum Fußballtrainingsplatz. Er sieht Jérémie und redet kurz mit ihm. An einem Waldstück gibt er einem ihm unbekannten Mann Feuer. Unvermittelt ersticht der Mann ihn und schleift ihn in den Wald. Das Feuerzeug nimmt er an sich.
Die Polizei birgt Simon Werners Leiche. Am Tag der Beisetzung verkünden die Nachrichten, dass der 46-jährige Täter festgenommen worden sei. Die Beerdigung bringt alle Schüler zusammen. Nach der Trauerfeier sitzen sie in einem Café. Auch Laeticia und Jean-Baptiste sind wieder da und in die Gruppe integriert.

## Produktion
Simon Werner fehlt wurde unter anderem im Département Essonne gedreht. Die Schule im Film ist das Lycée François Truffaut in Bondoufle. Es war das Regiedebüt von Fabrice Gobert.
Der Film erlebte auf den Internationalen Filmfestspielen von Cannes 2010 im Rahmen der Reihe Un Certain Regard seine Premiere und lief am 22. September 2010 in den französischen Kinos an. In Frankreich wurde der Film von 84.519 Kinobesuchern gesehen. In Deutschland erlebte der Film unter dem Titel Simon Werner fehlt am 7. August 2013 auf dem Sender arte seine Erstaufführung.

## Kritik
„Spannender, originell mit den Genres des Krimis und des Teenie-Films spielender Psychothriller, der auch visuell anspruchsvoll unterhält“, befand der film-dienst.

## Auszeichnung
Simon Werner fehlt wurde 2011 für einen César als Bestes Erstlingswerk nominiert.